# جون مونرو (سياسي نيوزلندي)
جون مونرو (بالإنجليزية: John Munro)‏ هو سياسي نيوزلندي، ولد في 1799، وتوفي في 1879. انتخب عضو مجلس النواب النيوزيلندي.